# گوردون پینسنت
گوردون پینسنت (انگلیسی: Gordon Pinsent؛ ۱۲ ژوئیهٔ ۱۹۳۰ - ۲۵ فوریهٔ ۲۰۲۳) هنرپیشه و کارگردان اهل کانادا بود.
از فیلم‌ها یا برنامه‌های تلویزیونی که وی در آن نقش داشته است می‌توان به دور از او و اعتراف به گناه اشاره کرد.